# Les Dieux eux-mêmes
Les Dieux eux-mêmes (titre original : The Gods Themselves) est un roman  de science-fiction écrit par Isaac Asimov et paru en 1972 puis traduit en français par Jane Fillion et publié par les éditions Denoël en 1973. Le titre fait référence à une phrase de la pièce de théâtre La Pucelle d'Orléans de Schiller.

## Résumé

### Première partie: Contre la stupidité...
Hallam, un savant, découvre par hasard que du tungstène s'est transformé en plutonium instable dont la radioactivité augmente peu à peu, dégageant une énergie extraordinaire. Ainsi, il en déduit que des habitants d'un univers parallèle aux lois différentes profitent de cet échange, car le tungstène repris, instable également chez eux en vertu de leur interaction forte dix fois plus importante, leur procure aussi une énergie illimitée. Grâce à cette découverte, Hallam est vénéré par l'humanité pour sa découverte révolutionnaire, tandis que des pompes à électrons sont mises en service partout sur Terre pour produire de l'énergie conformément à ce procédé.
Cependant, Lamont oppose des objections à un tel pragmatisme en argumentant que c'est ainsi que les lois des deux univers s'équilibrent, selon la seconde loi de la thermodynamique et que les lois de notre univers sont en train de changer de manière bien plus rapide qu'un calcul effectué auparavant ne laissait présager. Ainsi, l'interaction forte augmente, ce qui risque de rendre le soleil instable et de le faire exploser en créant un quasar (il suggère d'ailleurs que les autres quasars de l'univers étaient peut-être le siège d'un « pompage » dans le passé). Néanmoins, cette hypothèse trouble les autorités politiques et scientifiques, car elle impliquerait de renoncer à une énergie gratuite, et le fait qu'il soit sur la liste noire de l'inventeur de la pompe fait que sa théorie est rejetée.
Associé à un linguiste, Lamont tente alors de communiquer avec le para-univers pour avertir ses habitants du danger, et une communication s'établit durant laquelle les para-êtres pressent les humains d'arrêter le pompage. En tant qu'initiateurs du procédé, les para-êtres sont sans doute plus avancés technologiquement, mais les tentatives de Lamont pour faire cesser le pompage ne fonctionnent pas. Les deux hommes finissent par abandonner, convaincus de leur impuissance et le linguiste suggère que les para-êtres peuvent avoir le même problème qu'eux.

### Deuxième partie: ...les Dieux eux-mêmes...
La seconde partie se déroule sur la planète d'un univers parallèle.
Un Rationnel (Odeen) fort doué, une Émotionnelle (Dva) à l'esprit rationnel, et un Parental (Tritt) téméraire forment une triade peu commune. Le lecteur apprend peu à peu qu'il s'agit du para-univers et que les Solides font l'éducation des Fluides (et seulement aux Rationnels), tandis que les triades, comprenant un membre de chaque groupe (un Rationnel qui réfléchit, un Parental qui s'occupe des enfants et une Émotionnelle qui ressent des émotions), se forment, et que de chaque triade naissent trois enfants avant que leurs membres ne meurent. Les êtres concernés sont de substance informe et sont dotés de tentacules, tandis que les Solides semblent plus anthropomorphes. Ils se nourrissent de la lumière de leur Soleil, qui décline peu à peu, mais les Solides, par le biais de la Pompe, sont en passe de canaliser de l'énergie gratuite, aux dépens d'un autre univers dont ils se moquent. Pour eux, une baisse de l'interaction forte n'importe pas de façon aussi urgente, car leur étoile perdrait de l'activité devenue inutile du fait de la Pompe.
Cependant, l'Émotionnelle, qui sait que la naissance du troisième enfant (une Émotionnelle, la "médiane") indiquerait qu'il est temps pour eux de partir, se refuse à lui donner naissance. En subtilisant la Pompe, le Parental réussit finalement à amorcer le processus. Des Solides se présentent alors et s'aperçoivent du vol, mais ils sont surtout affolés du danger qu'aurait pu courir l'Émotionnelle, qui, horrifiée de la machination dont elle a été victime, s'enfuit. Le Rationnel parvient à la retrouver et à la convaincre de son innocence dans l'histoire. Elle lui raconte alors son idée concernant les Solides qui mettent un point d'honneur à ne jamais parler d'eux-mêmes. Selon elle, les Fluides sont des robots destinés à assurer la survie des Solides qui disparaissent du fait du manque d'énergie. Elle, l'"EmGauche", Émotionnelle douée d'un esprit rationnel, est une aberration du processus qui la rend plus puissante, et la Pompe rend les Fluides inutiles et destinés à disparaître. Elle affirme sa volonté de mettre fin à la Pompe en prévenant les gens de l'autre Univers du danger qu'ils courent, afin de se venger de tous ceux qui l'ont maltraitée.
De retour chez lui, le Rationnel reçoit la visite de son mentor Solide qui, en effet, parle de l'Émotionnelle comme de quelqu'un qui « échappe à leur contrôle ». Il l'incite à réfléchir à la raison d'être de la disparition des Fluides une fois leurs trois enfants mis au monde, car c'est le Rationnel qui est censé la découvrir et l'expliquer. Il comprend et trouve l'Émotionnelle grâce aux liens particuliers qui se sont établis entre eux en tant que membres d'une triade. Elle a eu le temps d'envoyer des messages d'alarme aux para-êtres, en se dissimulant dans la roche. Le Rationnel lui explique que les Fluides sont la forme jeune des Solides, dont ils n'ont jamais vu la forme juvénile. La fusion (équivalent d'un acte sexuel, mais qui dure plusieurs jours) les transforme - temporairement - en Solides, et le souvenir de l'avoir été réussit à convaincre les trois de fusionner - une dernière fois - pour former un Solide, dans l'objectif avoué de convaincre Estwald, nouveau chef du projet de la Pompe, d'abandonner cette entreprise.
Cependant, les trois membres de la triade comprennent qu'ils sont appelés à devenir Estwald, dont la combinaison Émotionnelle, Rationnel et Parental a été choisie à l'avance. Ainsi, les trois disparaissent, et Estwald naît.
Les noms des membres de la triade au centre de cette partie sont inspirés par les trois premiers nombres (odin, dva, tri) en russe, langue maternelle d'Asimov.

### Troisième partie: ... luttent en vain.
Denison, touriste terrien, se rend sur la Lune - colonisée depuis un demi-siècle, et on apprend peu à peu les mœurs de l'endroit. Le fait qu'il demande à Séléné, la guide Lunarite, où se trouve le grand complexe d'étude scientifique, la rend soupçonneuse, et elle en informe Neville, son « mari » avec qui, conformément aux lois lunaires, elle n'a pas d'engagement légal. Ainsi, elle continue à aider Denison, qui se révèle être un collègue de travail de Hallam, et avoir - accidentellement - favorisé sa découverte. Il émet les mêmes objections que Lamont, et est invité par un responsable terrien sur la Lune qui est prêt à l'aider pour faire diffuser ses idées s'il l'informe en retour du comportement des Lunarites, qu'il soupçonne de mettre en place un plan machiavélique pour assurer leur indépendance de la planète-mère. De même, le « mari » de Séléné lui assure qu'il aura un accès au matériel d'expérimentation, en retour d'informations sur les Terriens. Le nudisme est de mise sur la Lune, ainsi que des aliments infâmes et une vie dans des caves souterraines pressurisées ou en surface dans un scaphandre.
Denison, avec l'aide de Séléné, découvre que ses craintes et celles de Lamont étaient fondées. Néanmoins, Denison découvre que Séléné est une Intuitionniste, responsable d'immenses progrès scientifiques, et ils émettent l'idée qu'il pourrait y avoir non pas deux, mais une infinité d'Univers. Denison a alors l'idée de pomper l'énergie et la matière d'un Univers-cosmeg (cosmic egg) où l'interaction forte est beaucoup plus faible - un tel univers est composé d'une seule étoile, et il n'y a pas de risque de tuer des êtres vivants. Ainsi, le déséquilibre de l'interaction forte induite par le premier Pompage se verrait compensé, et cette forme d'énergie permet également de créer des jets de matière. D'ailleurs, ce Pompage pourrait mener à un Big Bang dans l'Univers concerné, et c'est peut-être là l'origine du nôtre. Ainsi, les autres stations de Pompage seraient, conformément aux souhaits de Neville qui était intéressé par la Pompe sur la Lune, jusqu'alors absente, créées dans le sous-sol lunaire.
Cependant, à la conférence qui regroupe Neville, le responsable terrien, Denison et Séléné, Neville affirme son intention d'utiliser ces Pompes pour que la Lune quitte l'orbite terrestre ou même le système solaire. Cependant, un refus massif cautionne cette proposition qu'il comptait instaurer discrètement, et seuls des vaisseaux spatiaux utilisant cette énergie seront mis en place par la suite. Séléné et Denison s'avouent enfin leur amour réciproque.

## Distinctions
Les Dieux eux-mêmes a reçu le prix Hugo du meilleur roman 1973, le prix Locus du meilleur roman 1973 ainsi que le prix Nebula du meilleur roman 1972.